# الشقيق (الأردن)
الشقيق منطقة سكنية تقع في لواء ذيبان، محافظة مادبا في الأردن. تنتمي المنطقة لقضاء ذيبان الذي يضم 21 منطقة. يقدر عدد سكانها بـ 1433 نسمة حسب إحصاء 2015.

## الوصلات الخارجية
- دائرة الاحصاءات العامة